# Elecciones regionales de La Libertad de 2018
Las elecciones regionales de La Libertad de 2018 se llevaron a cabo el 7 de octubre de 2018 para elegir al gobernador regional, al vicegobernador regional y al Consejo Regional para el periodo 2019-2022. La elección se celebró simultáneamente con elecciones regionales y municipales (provinciales y distritales) en todo el Perú.
Como resultado de esta elección, Manuel Llempén Coronel, candidato de Alianza para el Progreso, obtuvo el 32.75% de votos válidos y resultó electo como gobernador regional de La Libertad.

## Sistema electoral
El Gobierno Regional de La Libertad es el órgano administrativo y de gobierno del departamento de La Libertad. Está compuesto por el gobernador regional, el vicegobernador regional y el Consejo Regional.
La votación se realiza en base al sufragio universal, que comprende a todos los ciudadanos nacionales mayores de dieciocho años, empadronados y residentes en el departamento de La Libertad y en pleno goce de sus derechos políticos.
El gobernador y vicegobernador regional son elegidos por sufragio directo. Para que un candidato sea proclamado ganador debe obtener no menos de 30 % de votos válidos. En caso ningún candidato logre ese porcentaje en la primera vuelta electoral, los dos candidatos más votados participan en una segunda vuelta o balotaje. No hay reelección inmediata de gobernadores regionales.
El Consejo Regional de La Libertad está compuesto por 15 consejeros elegidos por sufragio directo para un período de cuatro (4) años. La votación es por lista cerrada y bloqueada. Cada provincia del departamento de La Libertad constituye una circunscripción electoral. Se asigna a la lista ganadora los escaños según el método d'Hondt. La distribución y el número de consejeros regionales es la siguiente:
| Circunscripción                                                                                                  | Escaños | Mapa |
| --- | ------- | ---- |
| Trujillo(+3) | 4       |      |
| Ascope, Bolívar, Chepén, Gran Chimú, Julcán, Otuzco, Pacasmayo, Pataz, Sánchez Carrión, Santiago de Chuco y Virú | 1       |      |

## Composición del Consejo Regional de La Libertad
La siguiente tabla muestra la composición del Consejo Regional de La Libertad antes de las elecciones.
| Partidos | Partidos                      | Consejeros |
| -------- | ----------------------------- | ---------- |
|          | Alianza para el Progreso      | 8          |
|          | Restauración Nacional         | 2          |
|          | Partido Aprista Peruano       | 1          |
|          | Súmate por una Nueva Libertad | 1          |

## Partidos y candidatos
A continuación se muestra una lista de los principales partidos y alianzas electorales que participaron en las elecciones:
| Candidatura | Candidatura | Partidos y alianzas                                                             | Candidato | Candidato                   | Ideología                                                          | Resultado previo | Resultado previo | Ref.  |
| Candidatura | Candidatura | Partidos y alianzas                                                             | Candidato | Candidato                   | Ideología                                                          | Votos (%)        | Con.             | Ref.  |
| ----------- | ----------- | ------------------------------------------------------------------------------- | --------- | --------------------------- | ------------------------------------------------------------------ | ---------------- | ---------------- | ----- |
|             | APP         | Lista - Alianza para el Progreso (APP)                                          |           | Manuel Llempén Coronel      | Liberalismo económico Conservadurismo liberal Populismo de derecha | 43.58%           | 8                | [ 2 ] |
|             | APRA        | Lista - Partido Aprista Peruano (APRA)                                          |           | Julio Morán Otiniano        | Aprismo                                                            | 33.58%           | 1                | [ 2 ] |
|             | MRDSH       | Lista - Movimiento Regional para el Desarrollo con Seguridad y Honradez (MRDSH) |           | Julio Miyamoto Saito        | Regionalismo liberteño                                             | 8.80%            | 0                | [ 2 ] |
|             | Súmate      | Lista - Súmate (Súmate)                                                         |           | Segundo Rodríguez Albán     | Regionalismo liberteño                                             | 3.27%            | 1                | [ 2 ] |
|             | R           | Lista - Nueva Libertad (R)                                                      |           | Ricardo González Rosell     | Regionalismo liberteño                                             | 3.27%            | 1                | [ 2 ] |
|             | RN          | Lista - Restauración Nacional (RN)                                              |           | Juan Burgos Oliveros        | Liberalismo económico Humanismo cristiano Evangelismo              | 2.75%            | 2                | [ 2 ] |
|             | AP          | Lista - Acción Popular (AP)                                                     |           | Yuri Armas Peña             | Partido atrapalotodo                                               | 1.11%            | 0                | [ 2 ] |
|             | JP          | Lista - Juntos por el Perú (JP)                                                 |           | Roberto Angulo Álvarez      | Socialismo democrático Progresismo                                 | 1.11%            | 0                | [ 2 ] |
|             | DD          | Lista - Democracia Directa (DD)                                                 |           | Rudy González Luján         | Socialismo Nacionalismo de izquierda Ecologismo                    | 0.79%            | 0                | [ 2 ] |
|             | FA          | Lista - Frente Amplio (FA)                                                      |           | Lenin Bazán Villanueva      | Socialismo Ecologismo Descentralización                            | 0.52%            | 0                | [ 2 ] |
|             | SP          | Lista - Somos Perú (SP)                                                         |           | Mesías Ramos Cueva          | Democracia cristiana Conservadurismo social                        | Nuevo            | Nuevo            | [ 2 ] |
|             | TPP         | Lista - Todos por el Perú (TPP)                                                 |           | Alejandro Santa María Silva | Liberalismo Humanismo Progresismo                                  | Nuevo            | Nuevo            | [ 2 ] |
|             | FP          | Lista - Fuerza Popular (FP)                                                     |           | Geanmarco Quezada Castro    | Fujimorismo Conservadurismo social Populismo de derecha            | Nuevo            | Nuevo            | [ 2 ] |
|             | PN          | Lista - Perú Nación (PN)                                                        |           | Óscar Portilla Castillo     | Conservadurismo social Democracia cristiana                        | Nuevo            | Nuevo            | [ 2 ] |
|             | PL          | Lista - Perú Libertario (PL)                                                    |           | Wilfredo Díaz Velásquez     | Socialismo del siglo XXI Marxismo-leninismo Mariateguismo          | Nuevo            | Nuevo            | [ 2 ] |
|             | AvP         | Lista - Avanza País (AvP)                                                       |           | Pedro Carrera Ramos         | Conservadurismo liberal Liberalismo clásico                        | Nuevo            | Nuevo            | [ 2 ] |
|             | PP          | Lista - Podemos por el Progreso del Perú (PP)                                   |           | Jorge Ortecho Barco         | Conservadurismo social Populismo Nacionalismo                      | Nuevo            | Nuevo            | [ 2 ] |

## Sondeos de opinión
Las siguientes tablas enumeran las estimaciones de la intención de voto en orden cronológico inverso, mostrando las más recientes primero y utilizando las fechas en las que se realizó el trabajo de campo de la encuesta. Cuando se desconocen las fechas del trabajo de campo, se proporciona la fecha de publicación.
Leyenda:
     Sondeo realizado en el periodo de prohibición legal de la difusión de sondeos de intención de voto.

### Intención de voto
La siguiente tabla enumera las estimaciones ponderadas (sin incluir votos en blanco y nulos) de la intención de voto.
| Encuestadora/Medio            | Fecha          | Muestra | Manuel Llempén | Julio Morán | Antonio Quezada | Alejandro Santa María | Segundo Rodríguez | Mesías Ramos | Yuri Armas | Dif. |  |  |  |  |
| ----------------------------- | -------------- | ------- | -------------- | ----------- | --------------- | --------------------- | ----------------- | ------------ | ---------- | ---- |  |  |  |  |
| Encuestadora/Medio            | Fecha          | Muestra |                |             |                 |                       |                   |              |            |      |  |  |  |  |
| Elecciones regionales de 2018 | 7 oct 2018     | —       | 32.7           | 16.5        | 8.2             | 8.1                   | 7.6               | 5.8          | 5.4        | 16.2 |  |  |  |  |
|                               |                |         |                |             |                 |                       |                   |              |            |      |  |  |  |  |
| Ipsos Perú/América            | 7 oct 2018     | ?       | 34.2           | 14.8        | 8.6             | 8.2                   | –                 | –            | –          | 19.4 |  |  |  |  |
| Datum Internacional/Latina    | 7 oct 2018     | ?       | 36.7           | 20.5        | –               | 10.0                  | 5.5               | –            | –          | 16.2 |  |  |  |  |
| Ipsos Perú/América            | 7 oct 2018     | ?       | 32.2           | 14.4        | 9.6             | –                     | 9.3               | –            | –          | 17.8 |  |  |  |  |
| Datum Internacional/Latina    | 7 oct 2018     | ?       | 29.9           | 21.2        | 4.9             | 7.9                   | 7.2               | –            | 4.8        | 8.7  |  |  |  |  |
| Decide Tú                     | 15–17 sep 2018 | 998     | 34.9           | 14.2        | 38.6            | 5.5                   | 3.3               | –            | –          | 3.7  |  |  |  |  |
| Decide Tú                     | 28–30 ago 2018 | 1350    | 35.7           | 16.1        | 34.8            | 6.2                   | 3.9               | –            | –          | 0.9  |  |  |  |  |
| Klambp                        | 12–14 ago 2018 | 631     | 26.8           | 8.3         | 3.2             | 21.8                  | –                 | –            | 3.6        | 5.0  |  |  |  |  |

### Preferencias de voto
La siguiente tabla enumera las preferencias de voto en bruto (incluyendo blancos, viciados y sin respuesta) y no ponderadas.
| Encuestadora/Medio            | Fecha          | Muestra | Manuel Llempén | Julio Morán | Antonio Quezada | Alejandro Santa María | Segundo Rodríguez | Mesías Ramos | Yuri Armas | B/V  | NS/NO | Dif. |  |  |  |
| ----------------------------- | -------------- | ------- | -------------- | ----------- | --------------- | --------------------- | ----------------- | ------------ | ---------- | ---- | ----- | ---- |  |  |  |
| Encuestadora/Medio            | Fecha          | Muestra |                |             |                 |                       |                   |              |            |      |       |      |  |  |  |
| Elecciones regionales de 2018 | 7 oct 2018     | —       | 25.4           | 12.8        | 6.4             | 6.3                   | 5.9               | 4.5          | 4.2        | 22.5 | –     | 12.6 |  |  |  |
|                               |                |         |                |             |                 |                       |                   |              |            |      |       |      |  |  |  |
| Decide Tú                     | 15–17 sep 2018 | 998     | 27.5           | 11.2        | 30.4            | 4.3                   | 2.6               | –            | –          | –    | 21.3  | 2.9  |  |  |  |
| Decide Tú                     | 28–30 ago 2018 | 1350    | 29.3           | 13.2        | 28.5            | 5.1                   | 3.2               | –            | –          | –    | 18.0  | 0.8  |  |  |  |
| Klambp                        | 12–14 ago 2018 | 631     | 20.3           | 6.3         | 2.4             | 16.5                  | –                 | –            | 2.7        | –    | 24.3  | 3.8  |  |  |  |

## Resultados

### Gobierno Regional de La Libertad
|                      | Manuel Llempén Coronel   | Alianza para el Progreso (APP)                                          | 275,980   | 32.75 |  |  |
|                      | Julio Morán Otiniano     | Partido Aprista Peruano (APRA)                                          | 138,750   | 16.46 |  |  |
|                      | Geanmarco Quezada Castro | Fuerza Popular (FP)                                                     | 69,300    | 8.22  |  |  |
|                      | Alejandro Santa María    | Todos por el Perú (TPP)                                                 | 68,561    | 8.14  |  |  |
|                      | Segundo Rodríguez Albán  | Súmate (Súmate)                                                         | 64,434    | 7.65  |  |  |
|                      | Mesías Ramos Cueva       | Somos Perú (SP)                                                         | 48,956    | 5.81  |  |  |
|                      | Yuri Armas Peña          | Acción Popular (AP)                                                     | 45,693    | 5.42  |  |  |
|                      | Ricardo González Rosell  | Nueva Libertad (R)                                                      | 37,857    | 4.49  |  |  |
|                      | Juan Burgos Oliveros     | Restauración Nacional (RN)                                              | 22,469    | 2.67  |  |  |
|                      | Lenin Bazán Villanueva   | Frente Amplio (FA)                                                      | 19,129    | 2.27  |  |  |
|                      | Rudy González Luján      | Democracia Directa (DD)                                                 | 12,730    | 1.51  |  |  |
|                      | Roberto Angulo Álvarez   | Juntos por el Perú (JP)                                                 | 8,835     | 1.05  |  |  |
|                      | Jorge Ortecho Barco      | Podemos por el Progreso del Perú (PP)                                   | 8,238     | 0.98  |  |  |
|                      | Julio Miyamoto Saito     | Movimiento Regional para el Desarrollo con Seguridad y Honradez (MRDSH) | 6,984     | 0.83  |  |  |
|                      | Óscar Portilla Castillo  | Perú Nación (PN)                                                        | 6,825     | 0.81  |  |  |
|                      | Wilfredo Díaz Velásquez  | Perú Libertario (PL)                                                    | 4,124     | 0.49  |  |  |
|                      | Pedro Carrera Ramos      | Avanza País (AvP)                                                       | 3,923     | 0.47  |  |  |
|                      |                          |                                                                         |           |       |  |  |
| Total                | Total                    | Total                                                                   | 842,788   |       |  |  |
|                      |                          |                                                                         |           |       |  |  |
| Votos válidos        | Votos válidos            | Votos válidos                                                           | 842,788   | 77.48 |  |  |
| Votos en blanco      | Votos en blanco          | Votos en blanco                                                         | 105,883   | 9.73  |  |  |
| Votos nulos          | Votos nulos              | Votos nulos                                                             | 139,113   | 12.79 |  |  |
| Votos emitidos       | Votos emitidos           | Votos emitidos                                                          | 1,087,784 | 79.25 |  |  |
| Abstenciones         | Abstenciones             | Abstenciones                                                            | 284,827   | 20.75 |  |  |
| Votantes registrados | Votantes registrados     | Votantes registrados                                                    | 1,372,611 |       |  |  |
|                      |                          |                                                                         |           |       |  |  |
| Fuente:              |                          |                                                                         |           |       |  |  |

### Consejo Regional de La Libertad
| |                                                                         |              |              |              |         |         |
| Partidos y coaliciones                                                                                      | Partidos y coaliciones                                                  | Voto popular | Voto popular | Voto popular | Escaños | Escaños |
| Partidos y coaliciones                                                                                      | Partidos y coaliciones                                                  | Votos        | %            | ±pp          | Total   | +/−     |
| | Alianza para el Progreso (APP)                                          | 249,353      | 29.96        | –7.19        | 7       | –1      |
| | Partido Aprista Peruano (APRA)                                          | 141,724      | 17.03        | –15.09       | 2       | +1      |
| | Fuerza Popular (FP)                                                     | 72,474       | 8.71         | n/a          | 2       | +2      |
| | Súmate (Súmate)                                                         | 68,572       | 8.24         | n/a          | 1       | ±0      |
| | Todos por el Perú (TPP)                                                 | 64,936       | 7.80         | Nuevo        | 0       | ±0      |
| | Somos Perú (SP)                                                         | 52,917       | 6.36         | n/a          | 1       | +1      |
| | Acción Popular (AP)                                                     | 46,866       | 5.63         | +4.29        | 0       | ±0      |
| | Nueva Libertad (R)                                                      | 38,566       | 4.63         | n/a          | 1       | +1      |
| | Restauración Nacional (RN)                                              | 23,493       | 2.82         | –0.96        | 1       | –1      |
| | Frente Amplio (FA)                                                      | 19,399       | 2.33         | +1.68        | 0       | ±0      |
| | Democracia Directa (DD)                                                 | 12,782       | 1.54         | +0.69        | 0       | ±0      |
| | Juntos por el Perú (JP)1                                                | 9,462        | 1.14         | –0.38        | 0       | ±0      |
| | Podemos por el Progreso del Perú (PP)                                   | 8,684        | 1.04         | Nuevo        | 0       | ±0      |
| | Perú Nación (PN)                                                        | 7,147        | 0.86         | Nuevo        | 0       | ±0      |
| | Movimiento Regional para el Desarrollo con Seguridad y Honradez (MRDSH) | 6,708        | 0.81         | –11.74       | 0       | ±0      |
| | Perú Libertario (PL)                                                    | 4,613        | 0.55         | Nuevo        | 0       | ±0      |
| | Avanza País (AvP)                                                       | 4,514        | 0.54         | Nuevo        | 0       | ±0      |
| |                                                                         |              |              |              |         |         |
| Total | Total                                                                   | 832,210      |              |              | 15      | +3      |
| |                                                                         |              |              |              |         |         |
| Votos válidos                                                                                               | Votos válidos                                                           | 832,210      | 76.51        | –2.72        |         |         |
| Votos en blanco                                                                                             | Votos en blanco                                                         | 118,864      | 10.93        | –2.06        |         |         |
| Votos nulos                                                                                                 | Votos nulos                                                             | 136,710      | 12.57        | +4.79        |         |         |
| Votos emitidos                                                                                              | Votos emitidos                                                          | 1,087,784    | 79.25        | –1.77        |         |         |
| Abstenciones                                                                                                | Abstenciones                                                            | 284,827      | 20.75        | +1.77        |         |         |
| Votantes registrados                                                                                        | Votantes registrados                                                    | 1,372,611    |              |              |         |         |
| |                                                                         |              |              |              |         |         |
| Fuente: |                                                                         |              |              |              |         |         |
| Notas al pie: 1 Comparado con los resultados del Partido Humanista Peruano (PHP) en las elecciones de 2014. |                                                                         |              |              |              |         |         |
| Notas al pie:                                                                                               |                                                                         |              |              |              |         |         |
| 1 Comparado con los resultados del Partido Humanista Peruano (PHP) en las elecciones de 2014.               |                                                                         |              |              |              |         |         |

#### Resultados por provincia
| Provincia         | APP    | APP  | APRA | APRA | FP   | FP   | Súmate | Súmate | TPP  | TPP | SP   | SP   | AP   | AP  | NL   | NL  | RN   | RN  | FA   | FA | DD   | DD  | JP   | JP  | PP  | PP  |   |
| Provincia         | %      | E    | %    | E    | %    | E    | %      | E      | %    | E   | %    | E    | %    | E   | %    | E   | %    | E   | %    | E  | %    | E   | %    | E   | %   | E   |   |
| ----------------- | ------ | ---- | ---- | ---- | ---- | ---- | ------ | ------ | ---- | --- | ---- | ---- | ---- | --- | ---- | --- | ---- | --- | ---- | -- | ---- | --- | ---- | --- | --- | --- | - |
| Provincia         | Ascope | 21.8 | 1    | 18.5 | –    | 14.8 | –      | 16.2   | –    | 4.3 | –    | 10.2 | –    | 1.9 | –    | 4.3 | –    | 0.2 | –    |    |      | 0.3 | –    | 0.8 | –   | 1.4 | – |
| Bolívar           | 16.3   | –    | 0.9  | –    | 35.9 | 1    | 1.1    | –      | 9.3  | –   | 1.5  | –    | 7.9  | –   | 1.4  | –   | 19.4 | –   | 4.6  | –  | 0.1  | –   | 0.2  | –   | 0.4 | –   |   |
| Chepén            | 17.2   | –    | 21.4 | 1    | 3.7  | –    | 3.9    | –      | 5.5  | –   | 2.4  | –    | 14.6 | –   | 11.5 | –   | 0.2  | –   | 10.5 | –  | 1.2  | –   | 0.0  | –   | 1.5 | –   |   |
| Gran Chimú        | 20.8   | –    | 2.0  | –    | 14.2 | –    | 19.7   | –      | 4.1  | –   | 23.3 | 1    | 1.3  | –   | 5.2  | –   | 0.1  | –   | 7.3  | –  | 0.5  | –   | 0.2  | –   | 0.2 | –   |   |
| Julcán            | 7.7    | –    | 21.0 | –    | 1.4  | –    | 5.5    | –      | 1.9  | –   | 0.4  | –    | 1.6  | –   | 30.6 | 1   | 26.7 | –   | 1.1  | –  | 0.1  | –   | 0.9  | –   | 0.4 | –   |   |
| Otuzco            | 33.0   | 1    | 3.8  | –    | 6.5  | –    | 0.6    | –      | 0.9  | –   | 30.5 | –    | 4.6  | –   | 0.7  | –   | 10.8 | –   | 5.8  | –  | 0.8  | –   | 1.1  | –   | 0.1 | –   |   |
| Pacasmayo         | 23.6   | 1    | 14.7 | –    | 10.8 | –    | 16.8   | –      | 11.5 | –   | 3.8  | –    | 6.2  | –   | 5.4  | –   | 0.5  | –   | 3.8  | –  | 0.2  | –   | 0.7  | –   | 0.3 | –   |   |
| Pataz             | 31.2   | 1    | 5.1  | –    | 9.8  | –    | 4.8    | –      | 1.1  | –   | 3.0  | –    | 16.7 | –   | 0.9  | –   | 0.1  | –   | 2.6  | –  | 23.4 | –   |      |     | 0.3 | –   |   |
| Sánchez Carrión   | 11.8   | –    | 3.1  | –    | 26.9 | 1    | 14.0   | –      | 1.0  | –   | 16.7 | –    | 22.4 | –   | 0.5  | –   | 2.7  | –   | 0.3  | –  | 0.0  | –   | 0.1  | –   | 0.2 | –   |   |
| Santiago de Chuco | 18.8   | –    | 13.9 | –    | 3.3  | –    | 10.8   | –      | 0.6  | –   | 5.4  | –    | 1.4  | –   | 0.9  | –   | 32.4 | 1   | 1.6  | –  | 5.9  | –   | 0.6  | –   | 1.8 | –   |   |
| Trujillo          | 37.4   | 3    | 20.5 | 1    | 6.3  | –    | 5.2    | –      | 10.6 | –   | 3.3  | –    | 3.4  | –   | 4.7  | –   | 0.9  | –   | 1.7  | –  | 0.9  | –   | 0.6  | –   | 1.3 | –   |   |
| Virú              | 18.3   | –    | 24.7 | –    | 2.4  | –    | 25.8   | 1      | 8.0  | –   | 0.9  | –    | 0.4  | –   | 1.2  | –   | 0.2  | –   | 1.5  | –  | 0.2  | –   | 15.0 | –   | 0.8 | –   |   |
| Total             | 30.0   | 7    | 17.0 | 2    | 8.7  | 2    | 8.2    | 1      | 7.8  | –   | 6.4  | 1    | 5.6  | –   | 4.6  | 1   | 2.8  | 1   | 2.3  | –  | 1.5  | –   | 1.1  | –   | 1.0 | –   |   |

### Autoridades electas
| Cargo                                                     | Autoridad electa | Autoridad electa           | Partido político | Partido político         |
| --------------------------------------------------------- | ---------------- | -------------------------- | ---------------- | ------------------------ |
| Gobernador Regional de La Libertad                        |                  | Manuel Llempén Coronel     |                  | Alianza para el Progreso |
| Vicegobernador Regional de La Libertad                    |                  | Ever Cadenillas Coronel    |                  | Alianza para el Progreso |
| Consejero Regional de La Libertad (por Ascope)            |                  | Greco Quiroz Díaz          |                  | Alianza para el Progreso |
| Consejero Regional de La Libertad (por Bolívar)           |                  | Edgar López Chávez         |                  | Fuerza Popular           |
| Consejero Regional de La Libertad (por Chepén)            |                  | Juan Díaz Sánchez          |                  | Partido Aprista Peruano  |
| Consejera Regional de La Libertad (por Gran Chimú)        |                  | Karin Vergara Portilla     |                  | Somos Perú               |
| Consejero Regional de La Libertad (por Julcán)            |                  | Wilson Rodríguez Rodríguez |                  | Nueva Libertad           |
| Consejero Regional de La Libertad (por Otuzco)            |                  | Gonzalo Rodríguez Espejo   |                  | Alianza para el Progreso |
| Consejero Regional de La Libertad (por Pacasmayo)         |                  | Edwin Castellanos García   |                  | Alianza para el Progreso |
| Consejero Regional de La Libertad (por Pataz)             |                  | Luis Rodríguez Ponce       |                  | Alianza para el Progreso |
| Consejera Regional de La Libertad (por Sánchez Carrión)   |                  | Milagros Catalán Corman    |                  | Fuerza Popular           |
| Consejero Regional de La Libertad (por Santiago de Chuco) |                  | Santos Vásquez Ibáñez      |                  | Restauración Nacional    |
| Consejero Regional de La Libertad (por Trujillo)          |                  | David Calderón de los Ríos |                  | Alianza para el Progreso |
| Consejero Regional de La Libertad (por Trujillo)          |                  | Roberto Portilla Lescano   |                  | Alianza para el Progreso |
| Consejera Regional de La Libertad (por Trujillo)          |                  | Teresita Bravo Malca       |                  | Alianza para el Progreso |
| Consejero Regional de La Libertad (por Trujillo)          |                  | Raúl Lozano Peralta        |                  | Partido Aprista Peruano  |
| Consejera Regional de La Libertad (por Virú)              |                  | Mirtha Higa Urquiaga       |                  | Súmate                   |